# Grover Cleveland Alexander
Grover Cleveland Alexander, detto Old Pete (Elba, 26 febbraio 1887 – St. Paul, 4 novembre 1950), è stato un giocatore di baseball statunitense di ruolo lanciatore nella Major League Baseball (MLB). È stato inserito nella National Baseball Hall of Fame nel 1938.

## Carriera
Alexander giocò dal 1911 al 1930 per Philadelphia Phillies, Chicago Cubs e St. Louis Cardinals. Fu interpretato dal futuro Presidente Ronald Reagan nel film biografico del 1952 The Winning Team. I suoi 90 shutout sono un record della National League, così come le sue 373 vittorie, un primato, quest'ultimo, condiviso con Christy Mathewson. Vinse per tre volte la tripla corona e nel 1926, quando militava nei Cardinals, conquistò le World Series. Nel 1999, The Sporting News l'ha inserito al 12º posto nella classifica dei migliori cento giocatori di tutti i tempi.
Massone, Maestro nel 1923 nella St. Paul Lodge No. 82 di St. Paul, Nebraska, espulso nel 1930 per comportamento non massonico.

## Palmarès

### Club
- World Series: 1

St. Louis Cardinals: 1926

### Individuale
- Tripla corona: 3

1915, 1916, 1920
- Numero di maglia ritirato dai Philadelphia Phillies